# José de Cupertino
José de Cupertino, nascido Giuseppe Desa (Copertino, 17 de junho de 1603 – Ósimo, 18 de setembro de 1663), foi um místico e frade da Ordem dos Frades Menores Conventuais, canonizado em 1767 pelo Papa Clemente XIII.
Atribui-se a ele muitos milagres de levitação e êxtase, bem como visões e aparições sobrenaturais.
Ao longo de sua vida sofreu grande confusão mental e falta de inteligência, chegando ao ponto de chamar a si próprio “irmão burro” perante os frades menores. Apesar disso, é reportado de milagrosamente ter passado todos os estudantes de seu convento em conhecimento, e conseguia responder às questões mais complicadas.
Foi despedido de dois conventos franciscanos por não conseguir corresponder aos ofícios e serviços comuns, mas após alguns anos trabalhando no estábulo do convento de Cupertino, foi admitido ao sacerdócio por ter impressionado aos frades com grande humildade, obediência e amor à penitência.
É considerado o santo padroeiro dos alunos com dificuldades ou com "cabeça no ar", assim como dos viajantes de avião, pilotos e astronautas.

## Vida
Nasceu Giuseppe Maria Desa em 17 de junho de 1603, filho de Felice Desa e Francesca Panara, na vila de Cupertino, então na província de Apúlia, no reino de Nápoles, agora na província italiana de Lecce. Seu pai morreu antes de seu nascimento, no entanto, a casa da família foi confiscada para liquidar as grandes dívidas que lhe restavam, e sua mãe foi forçada a dar à luz em um estábulo.
José começou a ter visões extáticas quando criança, que continuariam por toda sua vida, fazendo dele objeto de desprezo. Sua vida foi dificultada por suas frequentes explosões de raiva. Ele logo foi aprendiz de seu tio, que era sapateiro. Sentindo-se atraído pela vida religiosa, em 1620 se inscreveu nos frades franciscanos conventuais, mas foi rejeitado por sua falta de educação. Então se candidatou aos frades capuchinhos em Martino, perto de Taranto, pelos quais foi aceito em 1620 como irmão leigo, mas foi demitido porque seus contínuos êxtases o tornavam impróprio para os deveres exigidos de sua função.

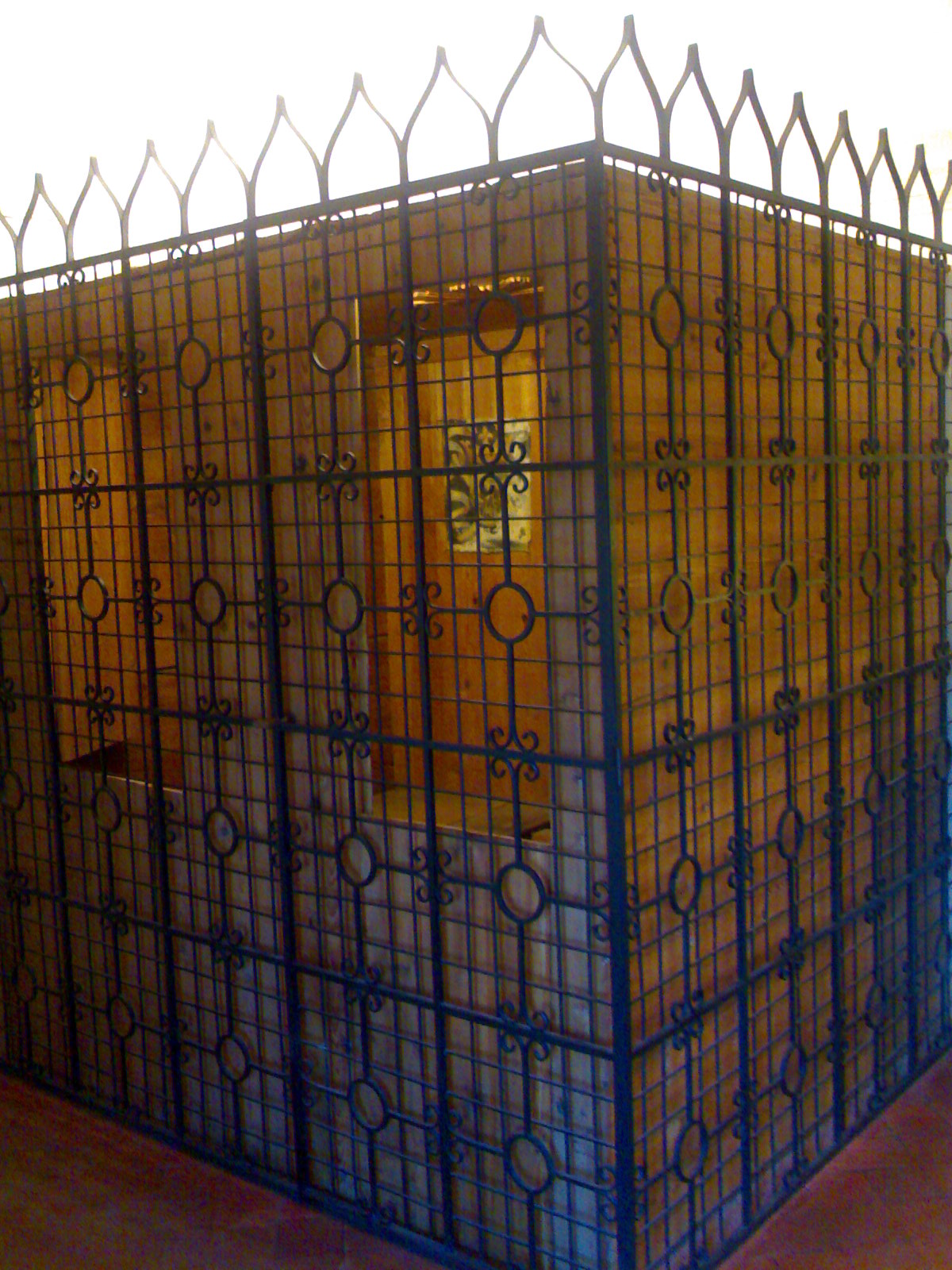
Cela de São José de Cupertino

Depois que José voltou ao desprezo de sua família, pediu aos frades perto de Cupertino que lhe permitissem servir em seus estábulos. Depois de vários anos trabalhando lá, impressionou tanto os frades com a devoção e simplicidade de sua vida que foi admitido na Ordem, destinado a se tornar um sacerdote católico em 1625. Foi ordenado sacerdote em 28 de março de 1628, sendo então enviado para a Madonna delle Grazie, Gravina, na Apúlia, onde passou os próximos 15 anos de sua vida.
Após esse ponto, as ocasiões de êxtase na vida de José começaram a se multiplicar. Foi alegado que ele levitava enquanto participava da missa ou ingressava na comunidade para o Ofício Divino, ganhando assim uma reputação generalizada de santidade entre as pessoas da região e além. Porém foi considerado perturbador por seus superiores religiosos e autoridades da Igreja, e acabou confinado a uma pequena cela, proibido de participar de qualquer reunião pública da comunidade.
Como se acreditava amplamente que o fenômeno de voo ou levitação estivesse relacionado à bruxaria, José foi denunciado à Inquisição. Sob seu comando, ele foi transferido de um convento franciscano da região para outro para observação, primeiro para Assis (1639-1653), depois brevemente para Pietrarubbia e finalmente Fossombrone, onde viveu com e sob a supervisão dos frades capuchinhos (1653 -57). Ele praticou um ascetismo severo ao longo de sua vida, geralmente comendo alimentos sólidos apenas duas vezes por semana e adicionando pós amargos às refeições. Ele passou 35 anos de sua vida seguindo este regime.

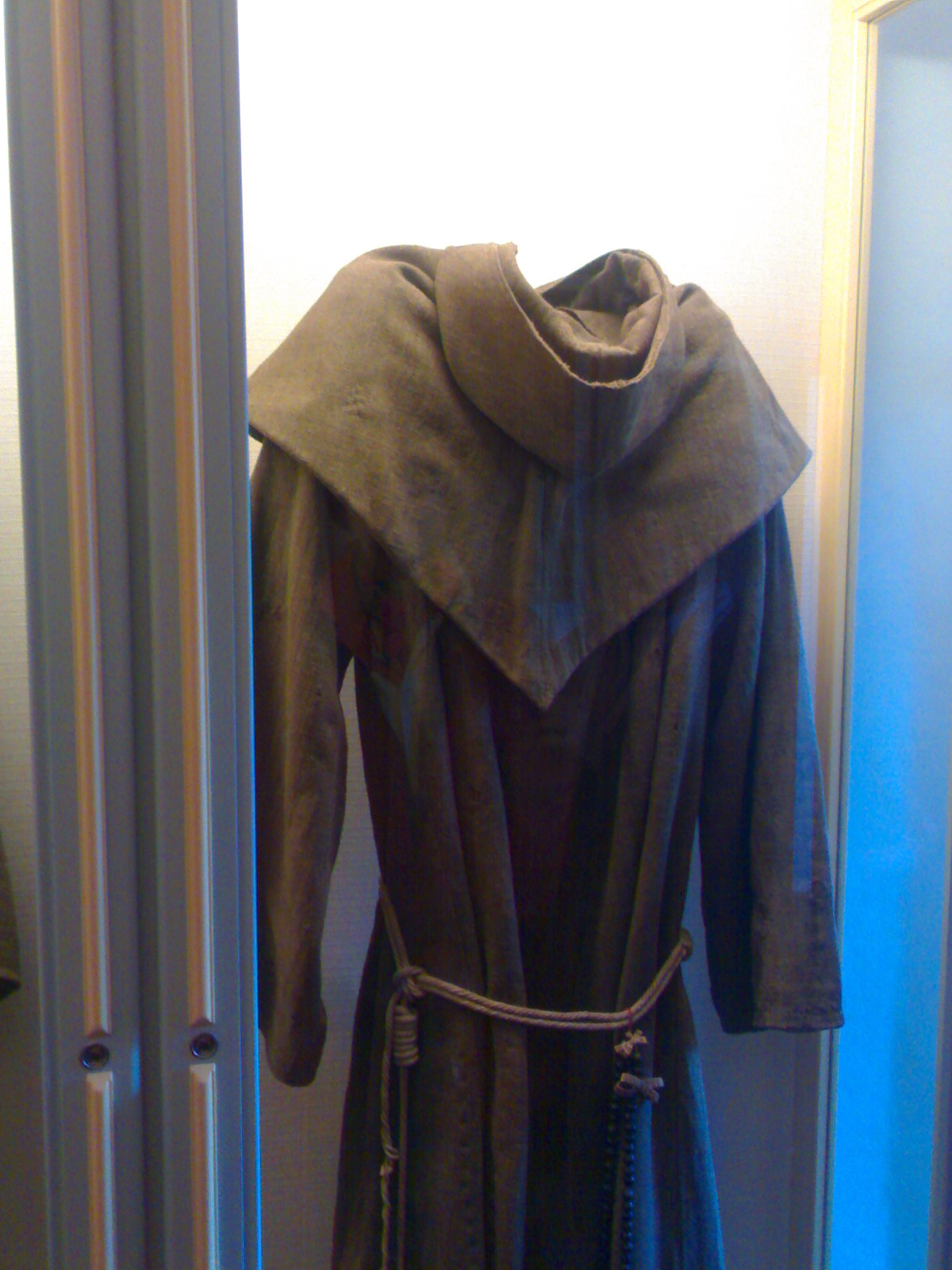
Hábito religioso de São José de Cupertino

Finalmente, em 9 de julho de 1657, José foi autorizado a retornar a uma comunidade conventual, sendo enviado para a cidade de Osimo, onde logo morreu no dia 18 de setembro de 1663, aos 60 anos.
José foi beatificado em 1753 pelo Papa Bento XIV e canonizado em 1767 pelo Papa Clemente XIII.

## Recepção
Foi afirmado que relatos de suas supostas levitações não são confiáveis pois estão sujeitos a exageros, e foram muitas vezes escritos anos após a morte dele.
Robert D. Smith em seu livro Comparative Miracles (1965) sugeriu que os feitos de José eram como os de um ginasta. Smith comentou que algumas de suas supostas levitações “começam de um salto, e não de uma posição propensa ou em pé ou ajoelhado, as testemunhas confundiram os saltos de um homem muito ágil com levitação”.
O investigador cético Joe Nickell concluiu que:

“As decolagens mais dramáticas de José começaram com um salto, não com uma subida lenta enquanto estava meramente parado ou ajoelhado, mas, além disso, eu descobri que elas continuaram como esperado de trajetórias básicas causadas por um pulo. Elas nunca eram voos tortuosos ou em espiral como os de um pássaro. Invariavelmente, as manobras de José começavam com um grito, sugerindo que ele saltou por vontade própria e não por causa de alguma força.”
O envenenamento causado ao consumir pão de centeio feito com grãos infectados por claviceps era comum na Europa na Idade Média. Isso era conhecido por causar sintomas de convulsões e alucinações. O acadêmico britânico John Cornwell sugeriu que José pegou ergotismo após consumir pão de centeio. De acordo com Cornwell “Aqui, talvez, esteja o segredo por trás de suas levitações. Depois de provar seus próprios pães, ele acreditou que realmente estava decolando, junto dos que comeram seus assados de alta octanagem.”

## Filmes
No cinema, sua vida foi apresentada no filme The Reluctant Saint (1962), de Edward Dmytryk.